# Zeitgeist: Addendum
Zeitgeist: Addendum (2008) este un film documentar produs și regizat de Peter Joseph, fiind o continuare a filmului din 2007 Zeitgeist: The Movie.
Zeitgeist: Addendum este urmat de un alt film, Zeitgeist: Moving Forward din 2011.